# جون فيلاغا
جون فيلاغا (بالإنجليزية: John Felagha)‏ (27 يوليو 1994 - 31 أغسطس 2020)، هو لاعب كرة قدم نيجيري لعب كحارس مرمى. توفي بسبب الإيدز في 31 أغسطس 2020 في السنغال. 
| النادي          | الموسم          | الدوري                   | الدوري  | الدوري  | كوب     | كوب     | كونتيننتال | كونتيننتال | آخر     | آخر     | مجموع   | مجموع   |
| النادي          | الموسم          | قطاع                     | تطبيقات | الأهداف | تطبيقات | الأهداف | تطبيقات    | الأهداف    | تطبيقات | الأهداف | تطبيقات | الأهداف |
| --------------- | --------------- | ------------------------ | ------- | ------- | ------- | ------- | ---------- | ---------- | ------- | ------- | ------- | ------- |
| كاس يوبين       | 2012-13         | الفرقة الثانية البلجيكية | 2       | 0       | 0       | 0       | -          | -          | 0       | 0       | 2       | 0       |
| المجموع الوظيفي | المجموع الوظيفي | المجموع الوظيفي          | 2       | 0       | 0       | 0       | 0          | 0          | 0       | 0       | 2       | 0       |